# Gerard
Gerard je priimek več znanih oseb:
- Bob Gerard (1914—1990), britanski dirkač Formule 1
- Célestin Gérard (1821—1865), francoski konstruktor
- Danyel Gerard (*1939), francoski pevec
- Eddie Gerard (1890—1937), kanadski hokejist
- Étienne-Maurice Gérard (1772—1852), francoski maršal
- François Gérard (1770—1837), francoski slikar
- Gil Gerard (*1943), ameriški igralec
- Jean Ignace Isidore Gérard (1803—1847),francoski karikaturist in ilustrator
- John Gerard (1545—1612) , angleški botanik
- Louis Gérard (1889—2000), francoski dirkač Formule 1
- Marguerite Gérard (1761—1837), francoska slikarka
- Philippe Gérard (1922—1959), fransiski filmski in gledališki igralec
- Yvan Louis Gérard (1889—1967), belgijski general